# اورلاست
اورلاست (انگلیسی: Everlast) شرکت تجهیزات ورزشی و پوشاک آمریکایی است، که در سال ۱۹۱۰ توسط ژاکوب گلمب تأسیس شد و هم‌اکنون زیرمجموعه‌ای از گروه فریزر می‌باشد.